# La Jemaye
La Jemaye ist eine Ortschaft und eine ehemalige französische Gemeinde mit 107 Einwohnern (Stand: 1. Januar 2022) im Département Dordogne in der Region Nouvelle-Aquitaine. Sie gehörte zum Arrondissement Périgueux und zum Kanton Ribérac.
Mit Wirkung vom 1. Januar 2017 wurden die früheren Gemeinden Ponteyraud und La Jemaye zu einer Commune nouvelle namens La Jemaye-Ponteyraud zusammengelegt. Die ehemaligen Gemeinden haben in der neuen Gemeinde über den Status einer Commune déléguée. Der Verwaltungssitz befindet sich im Ort La Jemaye.
Nachbarorte sind Saint-Vincent-Jalmoutiers und Ponteyraud im Nordwesten, Vanxains im Norden, Siorac-de-Ribérac im Osten, Saint-André-de-Double im Südosten und Saint-Michel-de-Double im Süden und Échourgnac im Südwesten.

## Bevölkerungsentwicklung
| Jahr      | 1962 | 1968 | 1975 | 1982 | 1990 | 1999 | 2006 | 2015 |
| --------- | ---- | ---- | ---- | ---- | ---- | ---- | ---- | ---- |
| Einwohner | 162  | 168  | 136  | 116  | 104  | 104  | 100  | 109  |

## Sehenswürdigkeiten

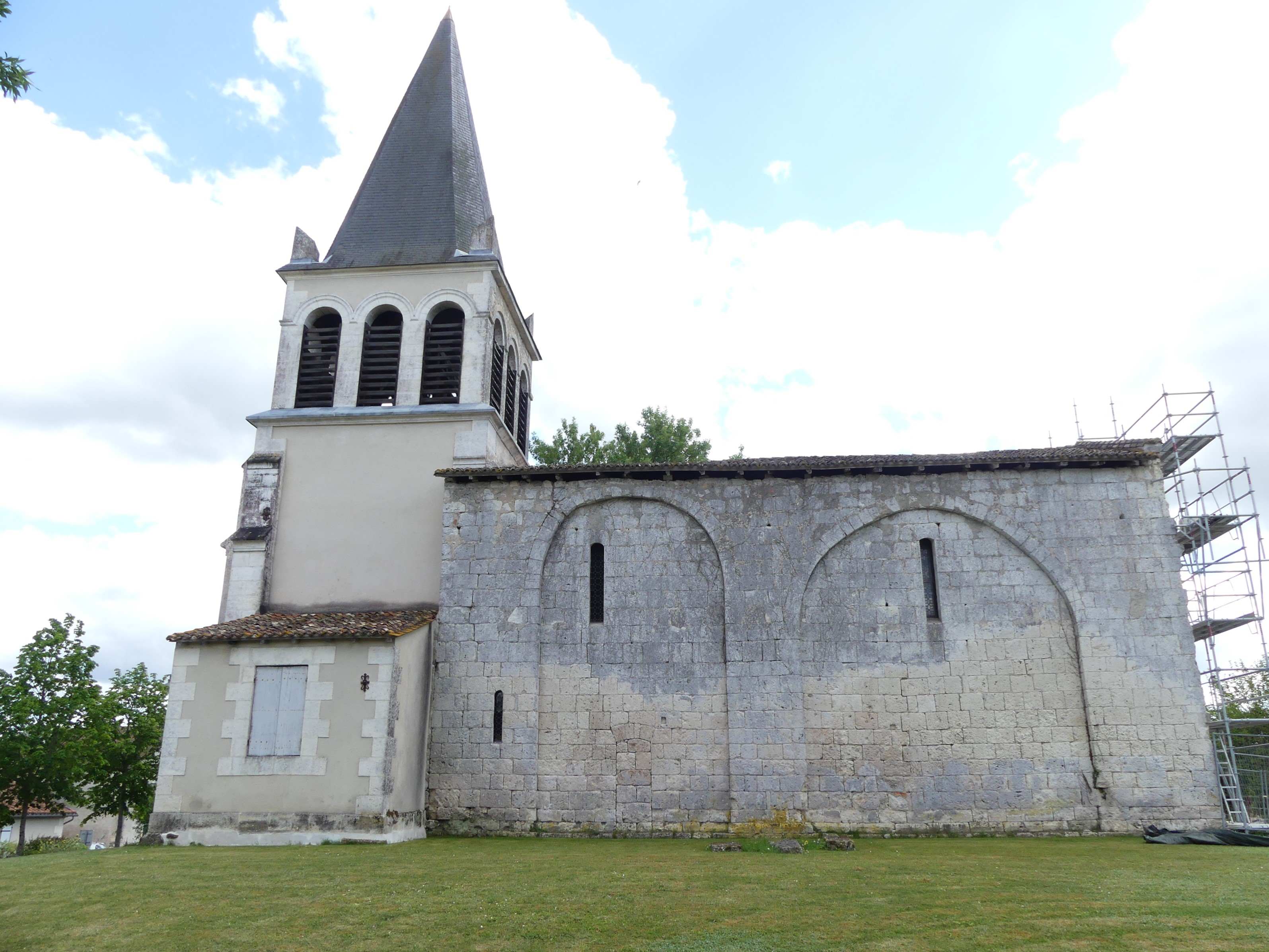
Kirche Saint-Vivien
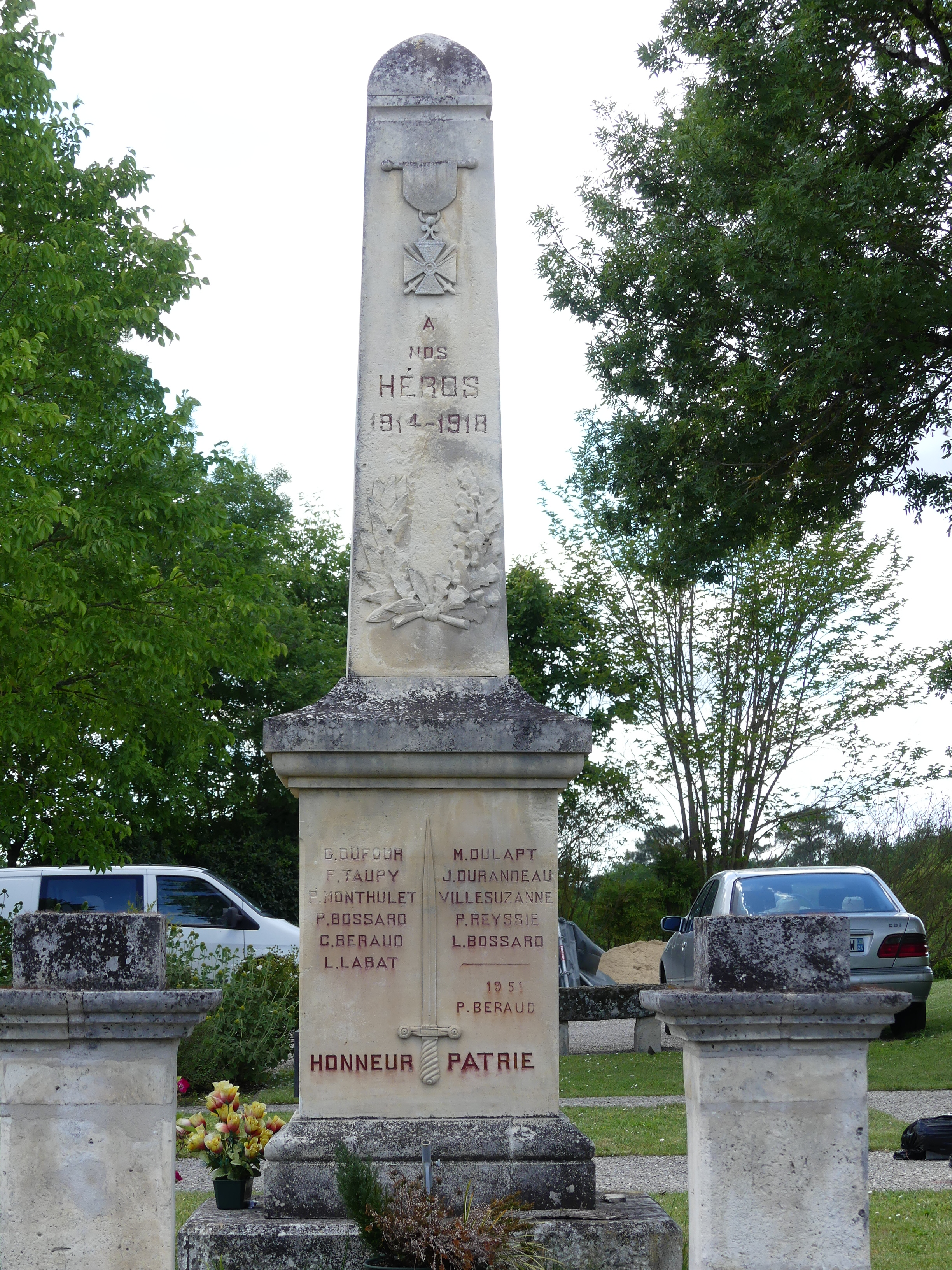
Kriegerdenkmal

- Kirche Saint-Vivien
- Kriegerdenkmal